# 西脇昌治
西脇 昌治（にしわき まさはる、1915年1月23日 - 1984年4月14日）は、日本の哺乳類学者。東京都出身。

## 経歴
学習院初等科から学習院高等科を経て、1939年3月31日東京帝国大学農学部水産学科卒。
1939年（昭和14年）4月1日 海軍航空隊飛行科予備学生として召集。小松島海軍航空隊附兼教官、ボルネオ島東カリマンタン州バリクパパン‐第22特別根拠地隊航空隊長、海軍大尉。1945年（昭和20年）に海軍少佐に進級、終戦。46年7月に復員、召集解除。
東京大学助教授時代の1951年（昭和26年）4月17日には、皇居に招かれ科学委員会合に出席。昭和天皇及び出席した委員を前にクジラ及び捕鯨について進講する。
農学博士。1965年（昭和40年）東京大学教授、東京大学海洋研究所長。1975年（昭和50年）琉球大学教授、理工学部長。元日本哺乳動物学会会長。
ハンドウイルカを「バンドウ――」と呼ぶことを提唱した人物であり、現在でも同じイルカを水族館関係者は「バンドウ」、野生個体研究者は「ハンドウ」と呼んでいる。
妻は多久龍三郎の長女､美子 (はるこ)。

## 著書
- 西脇昌治（著）、薮内正幸（画）『鯨類・鰭脚類』東京大学出版会、1965年。 NCID BN10153309。

児童書
- 『鯨のからだ』同和春秋社 1954 (観察と実験文庫)
- 『南氷洋の捕鯨』西脇昌治（編） 保育社 1957 (保育社の少年写真文庫 ; 7)
- 『くじら』藪内正幸（画） 福音館書店 1967 (福音館の科学の本)

## 論文
- 博士論文「鬚鯨類の年令査定に関する検討」東京大学 1951年（昭和26年）11月26日 農学博士　授与
- 国立情報学研究所収録論文 国立情報学研究所
- 大村秀雄; 西脇 昌治 (1977-07). “鯨類の資源生物学的研究(日本学士院賞) (昭和52年度日本学士院賞受賞者の研究の概要<特集>)”. 学術月報 (日本学術振興会) 30 (4):  266-270. ISSN 03872440. NAID 40000447272.

## 受賞
1976年/昭和51年10月27日  紫綬褒章（水産学研究）  
1977年/昭和52年　第67回　日本学士院賞：大村秀雄・西脇昌治：「鯨類の資源生物学的研究」
1984年/昭和59年 4月14日　勲三等（正四位）旭日中授章